# Olympische Sommerspiele 1972/Teilnehmer (Südkorea)
| Gelbes Symbol für Goldmedaillen mit stilisierten Olympischen Ringen | Graues Symbol für Silbermedaillen mit stilisierten Olympischen Ringen | Braundes Symbol für Bronzemedaillen mit stilisierten Olympischen Ringen |
| ------------------------------------------------------------------- | --------------------------------------------------------------------- | ----------------------------------------------------------------------- |
| —                                                                   | 1                                                                     | —                                                                       |

Südkorea nahm an den Olympischen Sommerspielen 1972 in München mit einer Delegation von 42 Athleten (32 Männer und zehn Frauen) an 24 Wettkämpfen in acht Sportarten teil.

## Teilnehmer nach Sportarten

### Boxen
- Go Saeng-geun
- Im Jae-geun
- Kim Tae-ho
- Lee Seog-un
- Park Tae-sik
- Yu Jong-man

### Gewichtheben
- Won Sin-hui

### Judo
- Han Seong-cheol
- Jang In-gwon
- Kim Eui-tae
- Oh Seung-lip
Silber  Mittelgewicht

### Leichtathletik
| Männer - Park Sang-su | Frauen - Baeg Ok-ja |

### Ringen
- An Cheon-yeong
- An Jae-won
- Kim Yeong-jun
- Kwak Gwang-ung

### Schießen
- Choi Chung-seok
- Kim Nam-gu
- Kim Tae-seok
- Park Do-geun
- Park Seong-tae

### Schwimmen
- Jo O-ryeon

### Volleyball
| Männer - 7. Platz - Choi Jong-ok - Gang Man-su - Jeong Dong-gi - Jin Jun-tak - Kim Chung-han - Kim Geon-bong - Kim Gwi-hwan - Lee Seon-gu - Lee Yong-gwan - Park Gi-won | Frauen - 4. Platz - Jo Hye-jeong - Kim Eun-hui - Kim Yeong-ja - Lee In-suk - Lee Jeong-ja - Lee Sun-bok - Yu Gyeong-hwa - Yu Jeong-hye - Yun Yeong-nae |